# NGC 590
NGC 590 est une vaste galaxie spirale barrée située dans la constellation d'Andromède. NGC 590 a été découverte par l'astronome prussien Heinrich d'Arrest en 1865.

## Caractéristiques
Sa vitesse par rapport au fond diffus cosmologique est de 4 712 ± 21 km/s, ce qui correspond à une distance de Hubble de 69,5 ± 4,9 Mpc (∼227 millions d'al).
Wolfgang Steinicke et le professeur Seligman classent cette galaxie comme une lenticulaire, mais l'image de l'étude SDSS montre assez clairement la présence de bras spiraux ainsi qu'une barre traversant le centre de la galaxie. Le classement de spirale barrée (SBa) par la base de données NASA/IPAC et par HyperLeda semble plus approprié.
La classe de luminosité de NGC 590 est I et elle présente une large raie HI.
En raison d'une brillance de surface égale à 14,32 mag/am2, on peut qualifier NGC 590 de galaxie à faible brillance de surface (LSB en anglais pour low surface brightness). Les galaxies LSB sont des galaxies diffuses (D) avec une brillance de surface inférieure de moins d'une magnitude à celle du ciel nocturne ambiant.